# 熱日馬里艾
熱日馬里艾是立陶宛凱希亞多里斯區的城镇，位於凱希亞多里斯以南6公里，海拔高度73米，面積3.82平方公里，市內的猶太教堂在十九世紀建成，2010年人口3,730。